# 거더

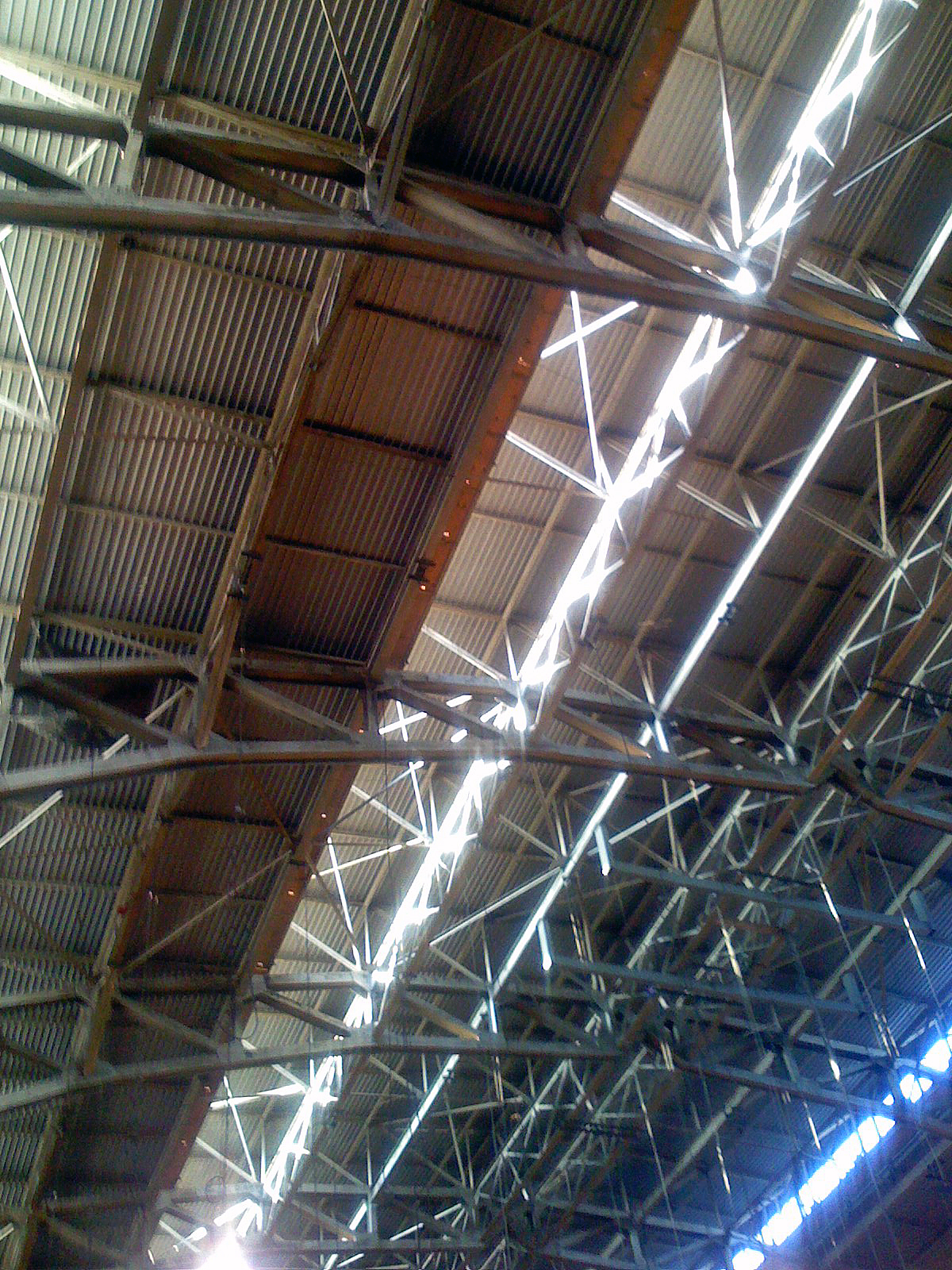
미국 인디애나주 인디애나폴리스에 있는 힌클 필드하우스 실내 농구경기장 천정으로, 거더로 만들어진 큰 트러스로 건설되었다.

거더(영어: girder)는 건설 구조물을 떠 받치는 보를 뜻하는 말이다. 보통 I형이나 상자형 단면으로 만들어 자체 중량은 줄이고, 휨이나 비틀림, 수평하중 등에 대해 입체적으로 저항 할 수 있도록 설계한다.

## 용도
거더는 교량 등을 만드는데 많이 쓰인다.

## 시공법
현장 가설이나 공장에서 제작한 후 현장에서 조립하거나, 아니면 위 두가지의 장점을 합쳐 건설하는 방법 등이 있다.

## 같이 보기
- 들보
- 상인방
- 트러스